# جراحة الساد اليدوية عبر شق صغير
تعد جراحة الساد اليدوية عبر شق صغير (MSICS) تطورًا لجراحة الساد خارج المحفظة (ECCE)؛ تزال العدسة من العين من خلال جرح نفقي ذاتي الالتئام في الصلبة. يغلق النفق المبني جيدًا بالضغط الداخلي، وهو مانع للماء ولا يتطلب خياطة. يكون الجرح أصغر نسبيًا من جرح استخراج الساد خارج المحفظة ولكنه ما يزال أكبر بشكل ملحوظ من جرح استحلاب العدسة. لم تجد التجارب المقارنة لجراحة الساد اليدوية عبر شق صغير مقابل استحلاب العدسة في إعتام عدسة العين الكثيفة أي اختلاف في النتائج ولكن كان لدى جراحة الساد اليدوية عبر شق صغير أوقات عمل أقصر وتكاليف أقل بكثير. لقد أصبحت جراحة الساد اليدوية عبر شق صغير هي الطريقة المفضلة في العالم النامي لأنها توفر نتائج عالية الجودة مع لابؤرية مستحثة جراحيًا أقل مما هو عليه في استخراج الساد خارج المحفظة، ولا توجد مشاكل متعلقة بالخياطة، وإعادة تأهيل سريعة، وعدد أقل من الفحوصات بعد العملية الجراحية. تعد جراحة الساد اليدوية عبر شق صغير سهلة وسريعة للتعلم بالنسبة للجراح، كما أنها فعالة من حيث التكلفة وبسيطة ويمكن تطبيقها على جميع أنواع إعتام عدسة العين تقريبًا.

## وصف
جراحة الساد اليدوية عبر شق صغير هي إجراء طور لتقليل التكاليف مقارنة باستحلاب العدسة، والذي يتطلب معدات عالية التقنية باهظة الثمن تحتاج إلى صيانة ماهرة، وغير مناسب نسبيًا للمناطق الأقل نموًا، ولإلغاء الحاجة إلى خياطة الشق، باستخدام جهاز شق -ذاتي الالتئام. وهذا يقلل من وقت العمل، وبالنسبة لبعض الأشكال الهندسية للشق، فإنه يقلل بشكل كبير من اللابؤرية الناتجة عن الجراحة، أو يؤدي إلى تقليل اللابؤرية قبل الجراحة. الإجراء سريع واقتصادي وفعال ويؤدي إلى نتائج مشابهة إحصائيًا لجراحة استحلاب العدسة. ويستخدم على نطاق واسع في البلدان والمناطق الأقل نموا، ويحقق نتائج جيدة.

## مضادات الاستطباب
تنطبق نفس مضادات الاستطباب لجراحة الساد. تشمل مضادات الاستطباب المحددة لجراحة الساد اليدوية عبر شق صغير إعتام عدسة العين الصلب أو الكثيف حيث تكون النواة كبيرة جدًا بحيث لا يمكن إجراء شق جراحة الساد اليدوية عبر شق صغير؛ وفي الحالات التي يتم فيها العثور على نواة مشوهة في عين نانوية (صغيرة جدًا). 

## التحضيرات والاحتياطات
قد يبدأ التحضير قبل الجراحة بثلاثة إلى سبعة أيام باستخدام مضادات الالتهاب غير الستيروئيدية وقطرات المضادات الحيوية قبل الجراحة. توسع حدقة العين باستخدام قطرات إذا وضعت عدسة باطن العين خلف القزحية للمساعدة في رؤية إعتام عدسة العين بشكل أفضل ولتسهيل الوصول إليها.

### التخدير
يمكن وضع التخدير موضعيًا على شكل قطرات للعين أو حقنه بجوار (محيط المقلة) أو خلف (خلف المقلة) العين أو تحت الغشاء. يوصى باستخدام مخدر موضعي لحجب العصب لتسهيل الجراحة. يمكن استخدام التخدير الموضعي في نفس الوقت الذي يحقن فيه الليدوكائين داخل الغشاء الشبكي لتقليل الألم أثناء العملية. يمكن أيضًا استخدام التخدير عن طريق الفم أو الوريد لتقليل القلق. نادرًا ما يكون التخدير العام ضروريًا ولكن يمكن استخدامه للأطفال والبالغين الذين يعانون من مشاكل طبية أو نفسية تؤثر على قدرتهم على البقاء ساكنين أثناء الإجراء.

### إعداد الموقع
قد تتم العملية على نقالة أو كرسي فحص قابل للميلان. تمسح الجفون والجلد المحيط بمطهر، مثل بوفيدون اليود 10%، ويتم وضع البوفيدون اليود الموضعي في العين. يغطى الوجه بقطعة قماش أو ملاءة بها فتحة للعين التي يتم إجراء العملية بها. يبقى الجفن مفتوحًا باستخدام منظار لتقليل الرمش أثناء الجراحة. عادة ما يكون الألم في حده الأدنى في العيون المخدرة بشكل صحيح، على الرغم من أن الإحساس بالضغط والانزعاج الناتج عن ضوء المجهر التشغيلي الساطع أمر شائع. يمكن استخدام غرز اللجام للمساعدة في تثبيت مقلة العين أثناء شق نفق تصلب القرنية، وأثناء استخراج الغشاء والنواة عبر النفق.

## الإجراء الجراحي
السمة المميزة لهذه التقنية هي الشق المجرى للوصول إلى إعتام عدسة العين، وهو أصغر من الشق المجرى في استخراج الساد خارج المحفظة، وأكبر من استحلاب العدسة، ولكن مثل استحلاب العدسة، فإن الجرح يغلق ذاتيًا بسبب هندسته.

### الشق
يجرى شق صغير في الحجرة الأمامية للعين عند أو بالقرب من حوف القرنية، حيث تلتقي القرنية والصلبة، إما العلوية أو الصدغية. تشمل مزايا الشق الأصغر استخدام غرز قليلة أو معدومة وتقصير وقت التعافي. الشق الصغير صغير مقارنة بشق استخراج الساد خارج المحفظة السابق ولكنه أكبر بكثير من شق استحلاب العدسة. تعتبر الهندسة الدقيقة للشق مهمة لأنها تؤثر على الختم الذاتي للجرح ومقدار اللابؤرية الناجمة عن تشويه القرنية أثناء الشفاء. يستخدم شق النفق في الصلبة أو القرنية بشكل شائع، ما يقلل من اللابؤرية المستحثة إذا تم تشكيله بشكل مناسب. يبدأ نفق الصلبة القرنية، وهو شق ثلاثي المراحل، بشق سطحي متعامد مع الصلبة، يليه شق خلال الصلبة والقرنية موازٍ تقريبًا للسطح الخارجي، ثم شق مشطوف في الحجرة الأمامية. يوفر هذا الهيكل خاصية الختم الذاتي لأن الضغط الداخلي يضغط معًا على وجوه الشق.